# بلشون البحيرات الجاوي
بلشون البحيرات الجاوي (الاسم العلمي: Ardeola speciosa) هو نوع من الطيور يتبع جنس بلشون البحيرات من الفصيلة البلشونيات.